# Nattanan Biesamrit
Nattanan Biesamrit (thailändisch ณัฐนันท์ เบี้ยสัมฤทธิ์, * 15. Februar 2000), auch als Book bekannt, ist ein thailändischer Fußballspieler.

## Karriere
Nattanan Biesamrit steht seit 2020 beim Nakhon Pathom United FC unter Vertrag. Der Verein aus Nakhon Pathom spielt in der zweiten thailändischen Liga, der Thai League 2. Sein Profidebüt gab er am 27. März 2021 im Auswärtsspiel beim Ayutthaya United FC. Hier wurde er in der 88. Minute für Anurak Komonchit eingewechselt. Am Ende der Saison 2022/23 feierte er mit Nakhon Pathom die Meisterschaft und den Aufstieg in die erste Liga. Nach insgesamt 83 Ligaspielen wechselte er im Sommer 2024 zum Erstligaaufsteiger Nakhon Ratchasima FC. Nach einer Spielzeit, in der er 26 Ligaspiele bestritt, wurde sein Vertrag im Sommer 2025 nicht verlängert. Anfang Juni 2025 nahm ihn der Erstligaaufsteiger Chonburi FC aus Chonburi unter Vertrag.

## Erfolge
Nakhon Pathom United FC
- Thailändischer Zweitligameister: 2022/23  ▲